# ナイアガラ (映画)
『ナイアガラ』（原題：Niagara）は、1953年に公開されたアメリカ合衆国のスリラー映画である。撮影は1952年6月から同年7月にかけて行なわれた。

## 概要
ヘンリー・ハサウェイが監督、マリリン・モンロー、ジョゼフ・コットン、ジーン・ピーターズが主演した。モンローにとっては初のカラー（テクニカラー）映画であった（前作は『モンキー・ビジネス』）。
モンローは劇中で「モンロー・ウォーク」と呼ばれた独特の歩き方を披露して話題を呼んだ。彼女が歩いて行く後ろ姿を映したシーンは映画史上、最も長い歩行シーンとされる。

## ストーリー

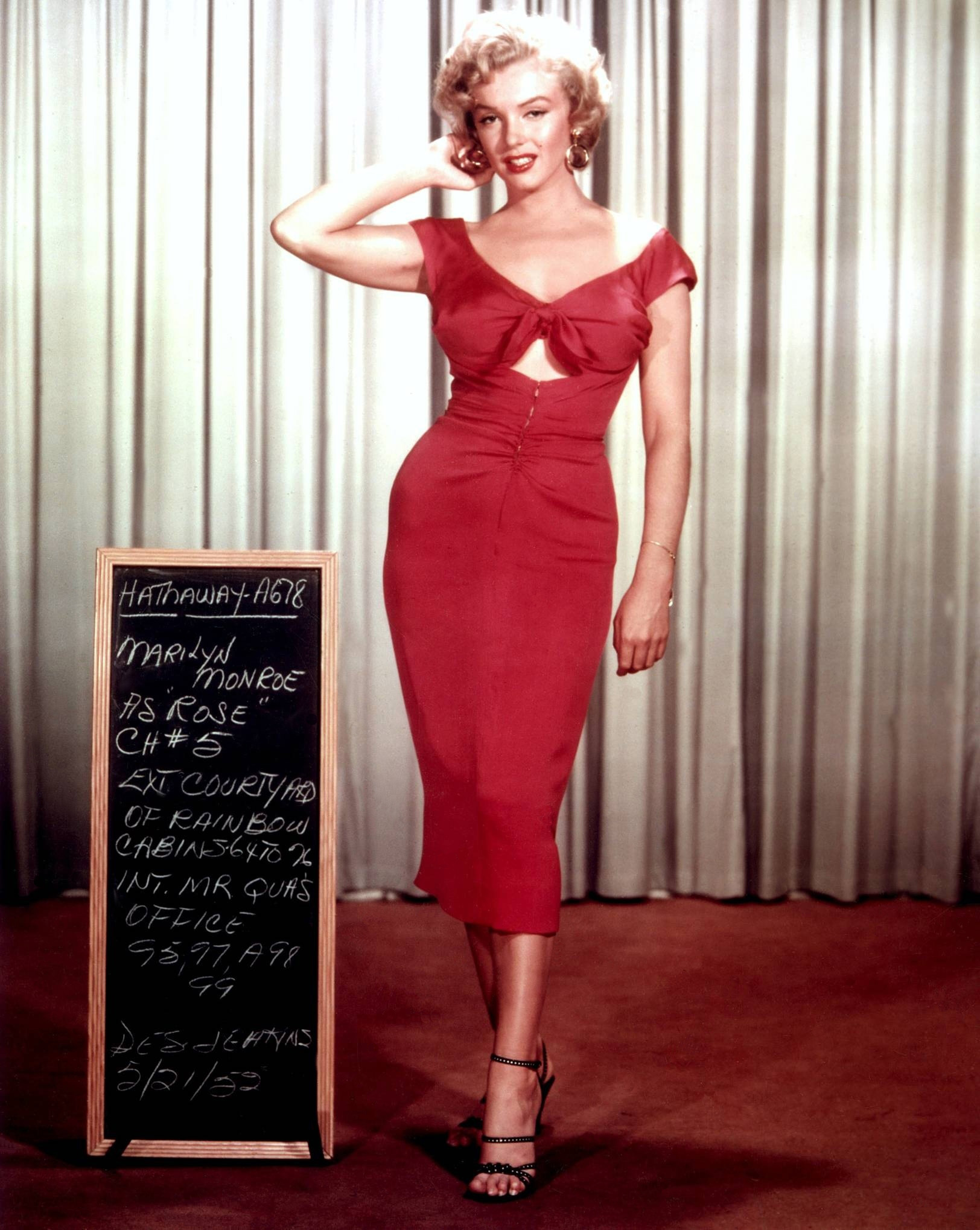
マリリン・モンロー

ナイアガラの滝を臨むロッジに夫と宿泊しているローズは、夫ジョージが「レターマン」＝陸軍精神科病院にいたことを新婚のカトラー夫婦にほのめかす。新婚の妻は、ローズが滝で愛人パトリックと抱き合っているところを目撃する。ある時、夫はローズが気に入っている「キス」という曲のレコードを壊してしまう。また、夫は露出した服を着ているローズが許せない。その日の8時半、ナイアガラのライトアップが行われる中、ジョージが二人に人生を愚痴る。翌日、ローズはパトリックと結託してジョージを自殺に見せかけて殺害しようとするが、逆にパトリックがジョージに殺される。そうとは知らないローズは夫の捜査願いを出すが、後に死体安置所で愛人の死体を見つけて気絶する。また、ジョージもロッジを替わったカトラーの妻を殺しそうになる。ローズの企みに気づいていたジョージは、シカゴに逃げようとしたローズを追いつめる。

## キャスト
| 役名               | 俳優               | 日本語吹替                         |
| 役名               | 俳優               | TBS版                              |
| ------------------ | ------------------ | ---------------------------------- |
| ローズ・ルーミス   | マリリン・モンロー | 向井真理子                         |
| ジョージ・ルーミス | ジョゼフ・コットン | 家弓家正                           |
| ポリー・カトラー   | ジーン・ピーターズ | 二階堂有希子                       |
| レイ・カートラー   | ケイシー・アダムス | 加茂喜久                           |
| ケタリング         | ドン・ジョンソン   | 塩見竜介                           |
| スターキー警部     | デニス・オーデア   | 千葉順二                           |
| 不明 その他        |                    | 矢田稔 島木綿子 松岡文雄 槙伸子    |
|                    |                    |                                    |
| 演出               | 演出               | 旭谷暘                             |
| 翻訳               | 翻訳               | 三枝邦子                           |
| 効果               |                    |                                    |
| 調整               |                    |                                    |
| 制作               | 制作               | 東北新社                           |
| 解説               | 解説               | 荻昌弘                             |
| 初回放送           | 初回放送           | 1970年6月15日 『月曜ロードショー』 |

※日本語吹替はDVD&BD収録

## スタッフ
- 監督：ヘンリー・ハサウェイ
- 製作：チャールズ・ブラケット
- 脚本：チャールズ・ブラケット、ウォルター・ライシュ、リチャード・L・ブリーン
- 音楽：ソル・カプラン
- 撮影監督：ジョゼフ・マクドナルド
- 編集：バーバラ・マクリーン
- 美術：ライル・R・ウィーラー、モーリス・ランスフォード
- 装置：ステュアート・A・ライス
- 衣装監督：チャールズ・ルメイアー
- 衣装デザイン：ドロシー・ジーキンズ

## トリビア
ポリー・カトラー役は当初アン・バクスターが演じることになっていたが、バクスターが降板したことでジーン・ピーターズが役を手に入れた。また、バクスターが降板したことで、マリリン・モンローを目立たせるように内容が変更された。